# Diego Luna (futbolista)
Diego Alfonzo Luna Flores (Ciudad Bolívar, Bolívar, Venezuela; 2 de enero del 2000) es un futbolista venezolano que juega como defensa en el FC Baltika Kaliningrad de la Liga Premier de Rusia.

## Trayectoria

### Lala FC
Realizó su formación inicial como jugador en las categorías inferiores del equipo de su lugar natal el Lala FC de la Segunda División de Venezuela, por sus buenas actuaciones en ellas, para el año 2017 participa en el Campeonato Sudamericano Sub-17, en donde redondeo un gran participación, por lo cual poco tiempo de haber finalizado dicho campeonato es anunciado como nuevo jugador del Deportivo La Guaira.

### Deportivo la Guaira
Debutó con el primer equipo del Deportivo La Guaira el 1 de abril de 2017 en Primera División de Venezuela, en el Torneo Apertura 2017 en el partido por la jornada 9 ante el Deportivo JBL del Zulia jugando los 90 minutos. Para el Torneo Clausura de ese mismo año, anota su primer gol en Primera División el 17 de julio ante Atlético Socopó por la jornada 1.
En enero de 2020, Luna fue cedida al club español de Tercera División RSD Alcalá.

## Selección nacional

### Campeonato Sudamericano Sub-17
| Sudamericano Sub-17 | Sede  | Resultado    | Partidos | Goles | Asistencias |
| ------------------- | ----- | ------------ | -------- | ----- | ----------- |
| Sudamericano 2017   | Chile | Quinto lugar | 8        | 1     |             |

## Clubes
| Club                | País      | Año         | Partidos | Goles |
| ------------------- | --------- | ----------- | -------- | ----- |
| Deportivo la Guaira | Venezuela | 2017 - 2019 | 43       | 2     |
| RSD Alcalá          | España    | 2019 - 2020 | 1        | 0     |
| Zamora FC           | Venezuela | 2020 - 2021 | 34       | 2     |
| Caracas FC          | Venezuela | 2022 - 2023 | 32       | 1     |
| FC Baltika          | Rusia     | 2023 - 2024 | 12       | 0     |